# 本多正珍
本多 正珍（ほんだ まさよし、宝永7年7月8日（1710年8月2日） - 天明6年8月27日（1786年9月19日））は、江戸時代中期の大名。駿河田中藩第2代藩主、江戸幕府の老中。正重系本多家7代。

## 生涯
田中藩初代藩主本多正矩の三男。母は松野助義の娘。正室は松平信祝の娘。子に本多正堅（長男）、本多正供（次男）、本多正敬（四男）、娘（戸田忠寛正室）、娘（大久保忠卿正室）、娘（分部光実正室）。幼名は三弥。官位は従四位下、侍従、紀伊守、伯耆守。
宝永7年（1710年）7月8日生まれ。享保20年（1735年）家督を相続し、元文2年（1737年）から奏者番、寺社奉行を務める。延享3年（1746年）から老中を務めるが、在任中発生した宝暦の郡上一揆に関し、不正の科ありとして、老中を免職・逼塞を命じられた。正珍が安永2年（1773年）5月23日に隠居した後、家督は次男の正供が継いだ。天明6年（1786年）8月27日に死去した。享年77。法号は克享院殿受明蓮生寺。墓所は静岡県藤枝市の蓮生寺。

## 経歴
- 1710年（宝永7年） 7月8日、生まれる。
- 1725年（享保10年） 将軍に初御目見。従五位下紀伊守
- 1735年（享保20年） 田中藩襲封
- 1737年（元文2年） 奏者番
- 1739年（元文4年） 3月15日、寺社奉行兼担
- 1746年（延享3年） 10月25日、老中。従四位下伯耆守
- 1747年（延享4年） 侍従にあげられる
- 1758年（宝暦8年） 9月2日、老中を免職。逼塞を命じられる
- 1773年（安永2年） 5月23日、隠居
- 1786年（天明6年） 8月27日、死去。享年77。

## 系譜
父母
- 本多正矩（父）
- 松野助義の娘（母）

正室
- 松平信祝の娘

子女
- 本多正堅（長男）
- 本多正供（次男）
- 本多正敬（四男）
- 戸田忠寛正室
- 大久保忠卿正室
- 分部光実正室